# Prelazia Territorial de Tromsø
A Prelazia de Tromsø (em latim: Prælatura Territorialis Tromsoeanus) é uma prelazia católica, localizada na cidade de Tromsø, Noruega. O território está dividido em sete paróquias localizadas nos seguintes locais: Tromsø,
Bodø, Hammerfest, Harstad, Mosjøen, Narvik e Storfjord.

## História
A Reforma na Noruega deu um fim na prática católica organizada em 1537. Entre 1688 e 1834 o norte da Noruega formalmente fazia parte do Vicariato Apostólico da Alemanha Setentrional, até que foi passado para o Vicariato Apostólico da Suécia, em 1834. Em 1855, a Noruega ao norte do círculo polar se tornou parte da nova Prefeitura Apostólica do Polo Norte. Isso só durou até 17 de agosto de 1869, quando o norte da Noruega voltou a se integrar com o restante da Noruega na nova Prefeitura Apostólica da Noruega, alterado para Vicariato Apostólico da Noruega em 1892).
Em 1931, o Vicariato Apostólico da Noruega foi dividido em três jurisdições, uma para o sul norueguês, chamado Vicariato Apostólico de Oslo, entre 1931-1953; Diocese de Oslo desde então) e outro para o centro de Noruega, chamado Distrito Missionário da Noruega Central, entre 1931-1935; Prefeitura Apostólica da Noruega Central, entre 1935-1953; Vicariato Apostólico da Noruega Central Norway, entre 1953-1979; Prelazia de Trondheim desde então. A terceira jurisdição, para o norte do círculo polar (chamado Distrito Missionário do Norte da Noruega em 8 de abril de 1931; Prefeitura Apostólica do Norte da Noruega, em 10 de março de 1944; Vicariato Apostólico do Norte da Noruega, em 18 de fevereiro de 1955, e após isso, Prelazia de Tromsø, em 28 de março de 1979.

## Líderes
- Prelados de Tromsø
  - Berislav Grgić (18 de dezembro de 2008 - 31 de agosto de 2023)
  - Gerhard Ludwig Goebel, M.S.F. (29 de março de 1979 - 4 de novembro de 2006)
- Vigários apostólicos do Norte da Noruega
  - João Batista Przyklenk, M.S.F. (1º de março de 1976 - 19 de fevereiro de 1977)
  - Johann Wember, M.S.F. (18 de fevereiro, 1955 - 1976)
- Prefeitos apostólicos do Norte da Noruega
  - Johann Wimber, M.S.F. (mais tarde bispo) (10 de março de 1944 - 18 de fevereiro de 1955)
- Superiores eclesiásticos do Norte da Noruega
  - Johann Wimber, M.S.F. (mais tarde Bispo) (17 de novembro de 1939 - 10 de março de 1944)
  - Giovanni Starcke, M.S.F. (5 de dezembro de 1931 - 1939)